# Tower Prep

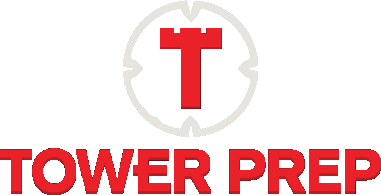
oficjalne logo serialu "Tower Prep"

Tower Prep (2010) – kanadyjsko-amerykański serial fabularny wyprodukowany przez Dolphin Entertainment i Cartoon Network Studios. Twórcą serialu jest Paul Dini, dawny producent oraz scenarzysta seriali animowanych takich jak Batman, Superman oraz pozostałych animacji z uniwersum DC Comics. Jest to drugi serial Cartoon Network trwający po godzinę zaraz po Unnatural History. Zdjęcia do serialu kręcono w Vancouver w Kanadzie.
Premiera serialu miała miejsce w Stanach Zjednoczonych 19 października 2010 na amerykańskim Cartoon Network. Po raz ostatni serial został wyemitowany 28 grudnia 2010. W Polsce serial do tej pory nie był emitowany.

## Opis fabuły
Serial opisuje perypetie Iana Archera oraz jego przyjaciół – Gabriela "Gabe'a" Lexingtona Forresta, Candice "CJ" Ward i Suki Sato, którzy uczęszczają do ekskluzywnej szkoły o nazwie Wieża Prep. Wieża Prep to szkoła dla uczniów ze specjalnymi zdolnościami, a wychowankowie nie wiedzą, w jaki sposób tam się znaleźli i jak mogą ją opuścić. Ian wraz z przyjaciółmi postanawiają przeżyć niesamowite przygody, rozwiązując tajemnicze zagadki kryjące się za Wieżą Prep oraz odnaleźć drogę na powrót do normalnego życia.

## Obsada
- Drew Van Acker – Ian Archer
- Ryan Pinkston – Gabriel "Gabe" Lexington Forrest
- Elise Gatien – Candice "CJ" Ward
- Dyana Liu – Suki Sato
- Ted Whittall – dyrektor szkoły
- Dan Payne – trener
- Richard Harmon – Ray Snider
- Jesse Haddock – Kyle Sykes
- Izaak Smith – Cal Rice

i inni.

## Odcinki
| №  | Nr | Tytuł       | Reżyseria       | Scenariusz                    | Premiera (Cartoon Network) |
| -- | -- | ----------- | --------------- | ----------------------------- | -------------------------- |
| 1  | 1  | New Kid     | Terry McDonough | Paul Dini                     | 19 października 2010       |
| 2  | 2  | Monitored   | Thomas Wright   | Paul Dini                     | 26 października 2010       |
| 3  | 3  | Whisper     | James Wong      | Glen Morgan                   | 2 listopada 2010           |
| 4  | 4  | Buffer      | Peter DeLuise   | Glen Morgan                   | 9 listopada 2010           |
| 5  | 5  | The Rooks   | Thomas Wright   | Aury Wallington               | 16 listopada 2010          |
| 6  | 6  | Book Report | Peter DeLuise   | Darin Morgan                  | 23 listopada 2010          |
| 7  | 7  | Election    | Michael Rohl    | Riley Stearns                 | 30 listopada 2010          |
| 8  | 8  | Field Trip  | Dwight Little   | Paul Dini                     | 7 grudnia 2010             |
| 9  | 9  | Dreams      | Brenton Spencer | Darin Morgan                  | 14 grudnia 2010            |
| 10 | 10 | Phone Home  | Michael Robison | Aury Wallington               | 21 grudnia 2010            |
| 11 | 11 | Trust       | Michael Rohl    | Riley Stearns                 | 21 grudnia 2010            |
| 12 | 12 | Snitch      | Thomas Wright   | Jeff Eckerle i Marilyn Osborn | 28 grudnia 2010            |
| 13 | 13 | Fathers     | Dwight Little   | Glen Morgan                   | 28 grudnia 2010            |